# Baptiste Brochu
Baptiste Brochu (ur. 8 września 1994) – kanadyjski snowboardzista specjalizujący się w snowcrossie.

## Kariera
Po raz pierwszy na arenie międzynarodowej pojawił się 13 stycznia 2012 w Mont Tremblant, gdzie w zawodach FIS Race zajął 16. miejsce w snowcrossie. W 2013 wystąpił na mistrzostwach świata juniorów w Erzurum, zajmując 16. miejsce. Podczas rozgrywanych rok później mistrzostw świata juniorów w Valmalenco był trzynasty.
W zawodach Pucharu Świata zadebiutował 21 grudnia 2013 w Lake Louise, zajmując 60. miejsce. Na podium zawodów tego cyklu po raz pierwszy stanął 5 marca 2016 w Veysonnaz, zajmując pierwszą pozycję. W zawodach tych wyprzedził Francuza Pierre’a Vaultiera i Austriaka Alessandro Hämmerle. Najlepsze wyniki osiągnął w sezonie 2015/2016, kiedy to zajął dziewiąte miejsce w klasyfikacji generalnej snowcrossu. W 2015 zajął 35. miejsce na mistrzostwach świata w Kreischbergu. Nie startował na igrzyskach olimpijskich.

## Osiągnięcia

### Mistrzostwa świata
| Miejsce | Dzień       | Rok  | Miejscowość | Konkurencja              | Zwycięzca         |
| ------- | ----------- | ---- | ----------- | ------------------------ | ----------------- |
| 35.     | 16 stycznia | 2015 | Kreischberg | Snowboardcross           | Luca Matteotti    |
| 6.      | 1 lutego    | 2019 | Solitude    | Snowboardcross           | Mick Dierdorff    |
| 6.      | 3 lutego    | 2019 | Solitude    | Snowboardcross drużynowy | Stany Zjednoczone |

### Puchar Świata

#### Miejsca w klasyfikacji snowboardcrossu
- sezon 2013/2014: 56.
- sezon 2014/2015: 31.
- sezon 2015/2016: 9.
- sezon 2016/2017: 10.

#### Miejsca na podium w PŚ
1. Veysonnaz – 5 marca 2016 (snowcross) – 1. miejsce
2. Bansko – 4 lutego 2017 (snowcross) – 3. miejsce